# Ampliação Dependente de Anticorpos

Ampliação Dependente de Anticorpos (ADA):
1. Anticorpo anti-viral ineficaz se liga a um vírus sem neutralizá-lo;
2. O anticorpo é reconhecido pelo receptor Fc (representado como FcγRII)
3. Ativação de FcγRII promove endocitose do patógeno
4. Vírus não neutralizado adentra facilmente a célula e replica-se.

Ampliação Dependente de Anticorpos (ADA), do inglês "Antibody-Dependent Enhancement" (ADE), é um fenômeno imunológico em que um anticorpo ineficaz de uma outra exposição se liga a um vírus sem neutrálizá-lo, porém aumentando sua capacidade de entrada em células do corpo via receptores Fc. Dentro da célula, o vírus inicia replicação, uma vez que não foi neutraizado, causando uma ampliação da taxa de infecção celular. Dessa forma, na ADA, anticorpos anteriores atuam facilitando a infecção viral e, contra-intuitivamente, pessoas com determinados anticorpos tendem a desenvolver formas mais graves da doença quando comparadas a pessoas sem anticorpos (ver: "pecado antigênico original", en).
A ampliação dependente de anticorpos é um grande desafio para o desenvolvimento de vacinas contra determinados virus, sobretudo aqueles que apresentam diversos sorotipos e, portanto, maior chance de reação-cruzada, desvelando a ligação de anticorpos não-neutralizantes. Diversos vírus já foram associados à ampliação dependente de anticorpos, como a maioria dos flavivírus (vírus da dengue, zika e febre amarela), HIV, Vírus sincicial respiratório (VSR) e SARS-COV 19 (Covid-19).

## Mecanismo de Ação
Atualmente, dois mecanismos principais de ação são conhecidos para a ampliação dependente de anticorpos, (I) Extrínseca, pela ativação de receptores Fc em células-alvo, promovendo ação endocítica e, consequentemente, internalização do vírus, ou (II) Intrínseca, pela promoção de uma resposta inflamatória, mediante ativação do sistema do complemento.

Receptor Fc, presente em diversas células de defesa, incluindo macrófagos, linfócitos e monócitos. O anticorpo ligado ao patógeno se liga ao Receptor Fc, ativando-o e promovendo a endocitose do patógeno pela célula.

Ambos mecanismos necessitam que o indivíduo possua anticorpos específicos capazes de reconhecer, se ligar a, porém não neutralizar, um determinado vírus. Estes anticorpos não-neutralizantes, comumente referidos como "anticorpos preexistentes" na literatura, não são específicos ao vírus com que se ligam e advém de uma exposição anterior a um patógeno semelhante (ex: diferentes sorotipos de um mesmo virus) ou por uma imunização. 

### Via Extrínseca - Captação viral
Na via extrínseca de ADA, o anticorpo não-neutralizante ligado ao vírus é reconhecido pelo Receptor Fc presente em células de defesa. Esses receptores se ligam ao anticorpo e sinalizam à célula a presença de um patógeno específico. Com a ligação do anticorpo, o receptor é ativado e promove a endocitose do patógeno "carregado" pelo anticorpo. Normalmente, a endocitose é seguida da lise do patógeno. No entanto, como o anticorpo não foi capaz de neutralizar o vírus, este é capaz de infectar a célula de defesa, iniciando replicação viral uma vez dentro da célula. Nesse sentido, os mecanismos normais de reconhecimento e destruição de patógenos virais são subvertidos e acabam por ampliar a capacidade de penetração viral na célula.
Acredita-se que a ligação de anticorpos não-neutralizantes a determinados vírus também pode levar a mudanças conformacionais no envelope viral que aumentam a eficácia de fusão do envelope à membrana celular, sendo uma possível outra forma de aumento da capacidade de penetração viral.

### Via Intrínseca - Potencialização Inflamatória
A via intrínseca, por sua vez, concerne a ativação do sistema do complemento, seja pela ligação a Receptores Complemento, seja pela ligação a proteínas específicas do sistema (C1q ou C3). Receptores Fc também atuam na via intríseca, sobretudo FcγRIIa, ao promover uma resposta imune repressiva via expressão de interleucinas 6 e 10, TNF e diminuição da expressão de interferona tipo I.

## Dengue
Um dos mais notáveis exemplos de ampliação Dependente de Anticorpos ocorre com a Dengue. Parte da família flaviviridae, a dengue é um vírus de RNA de fita única sentido positivo e divide-se em 4 sorotipos (DENV-1 a DENV-4), com cerca de 70 a 80% de similaridade genética entre si. Ao infectar-se por dengue, o sistema imune é sensibilizado, sobretudo pelas subunidades NS1 e prM e o envelope E, promovendo a produção de imunoglobulina G (IgG) neutralizante. O IgG produzido confere imunidade permanente ao sorotipo infectado e pode reconhecer outros tipos virais via reação cruzada, em que há reconhecimento de epítopos semelhantes nos diferentes sorotipos virais.
Um anticorpo heterotípico, isto é, capaz de ligar-se a vários sorotipos virais, pode apresentar diferença na eficácia de neutralização em diferentes sorotipos. Nesse sentido, em uma segunda infecção por um sorotipo de dengue, um indivíduo que já foi infectado pode ter o novo vírus reconhecido pelo IgG preexistente, porém não neutralizado efetivamente, deflagrando ampliação dependente de anticorpos. Diversos estudos demonstram piora da evolução clínica em pacientes infectados por dengue em um segundo momento. O aumento da seevridade da doença é causado pelo aumento da viremia e inflamação pelos mecanismos descritos anteriormente. Concomitantemente, a ativação do sistema do complemento pela via intrínseca é capaz de promover ação vasoativa, com consequente vasodilatação e aumento da permeabilidade capilar. Juntamente à maior carga viral no sangue, especialmente em grupos de maior fragilidade endotelial (crianças e idosos), há possibilidade de desencadeamento de Dengue Hemorrágica e, em casos mais graves, Síndrome do Choque da Dengue.

### Impacto no desenvolvimento de vacinas
A ampliação dependente de anticorpos é um grande desafio para o desenvolvimento de vacinas seguras contra dengue. Idealmente, uma vacina contra a doença promoveria a produção de anticorpos homotípicos (que não realizam reação cruzada) e neutralizantes contra cada um dos quatro sorotipos do vírus (tetravalente). Não obstante, uma vez que a maioria das vacinas atualmente viáves utilizam vírus atenuado (CYD-TDV, TAK-003 e TV005/TV003), a produção de anticorpos heterotípicos, que promovem reações cruzadas com outros sorotipos virais, têm diminuido a efetividade da vacina em indivíduos nunca expostos (nunca infectados) por dengue. Mais gravemente, a primeira vacina tetravalente aprovada para uso em huamanos, CYD-TDV, conhecidamente pode causar formas mais severas de doença em pessoas vacianadas que não haviam sido infectadas por dengue anteriormente, ocasionando a obrigatoriedade de testagem IgG de todos os pacientes antes do recebimento da vacina. A segunda geração vacinal, representada pela TAK-003, não apresenta aumento de gravidade de doença em participantes não expostos anteriormente à dengue, porém a eficácia da vacina neste grupo é reduzida (79%, em comparação a 86% em pessoas que já foram infectadas por dengue antes da imunização).
Shukla, et al. (2020) aponta que uqma potencial via de amenização deste efeito é por meio da utilização de subunidades de proteínas virais, expressas por bactérias por engenharia genética, mas ainda não há nenhuma vacina deste tipo em fase avançada de testagem.

### interação com Zika e Chikungunya
Uma infecção por dengue pode predispor ao desenvolvimento das formas mais graves de chikungunya e Zika posteriormente pelo mesmo mecanismo descrito acima; anticorpos desenvolvidos a partir da infecção por dengue sofrem reação cruzada quando expostos aos vírus chykungunya e zika, ambos membros da mesma família flaviviridae e filogeneticamente relacionados. Epidemiologicamente, regiões com exposição endêmica à dengue tendem a possuir uma razão maior de casos severos de zika e chykungunya,bem como de síndrome de guílain-barret secundária à zika.

## HIV
Trecho abaixo traduzido da wikipédia anglofônica. Artigo original
A ampliação dependente de anticorpos da infecção também foi relatada no HIV. Assim como o vírus da dengue, níveis não neutralizantes de anticorpos aumentam a infecção viral por meio de interações com o sistema complemento e receptores. O aumento da infecção relatado é superior a 350 vezes, comparável ao ADA em outros vírus como o da dengue. O ADA no HIV pode ser mediado pelo complemento ou pelo receptor Fc. Complementos na presença de soro positivo para HIV-1 foram encontrados para aumentar a infecção da linha de células T MT-2. A intensificação mediada pelo receptor Fc foi relatada quando a infecção por HIV foi aumentada por soro de porquinhos-da-índia positivos para HIV-1, aumentando a infecção de células mononucleares do sangue periférico sem a presença de qualquer complemento. Receptores componentes do complemento CR2, CR3 e CR4 foram encontrados para mediar essa intensificação da infecção mediada pelo complemento. A infecção por HIV-1 leva à ativação de complementos. Fragmentos desses complementos podem auxiliar os vírus na infecção, facilitando as interações virais com células hospedeiras que expressam receptores de complemento. A deposição de complemento no vírus aproxima a proteína gp120 das moléculas de CD4 na superfície das células, facilitando assim a entrada viral. Vírus previamente expostos ao sistema complemento não neutralizante também foram encontrados para aumentar infecções em células dendríticas interdigitantes. Vírus opsonizados não apenas mostraram entrada aprimorada, mas também cascatas de sinalização favoráveis para replicação do HIV em células dendríticas interdigitais.
O HIV-1 também teve ampliação da infecção em células HT-29 quando os vírus foram pré-opsonizados com os complementos C3 e C9 no fluido seminal. Essa taxa aumentada de infecção foi quase duas vezes maior do que a infecção das células HT-29 apenas com o vírus.